# 柬埔寨—美國關係

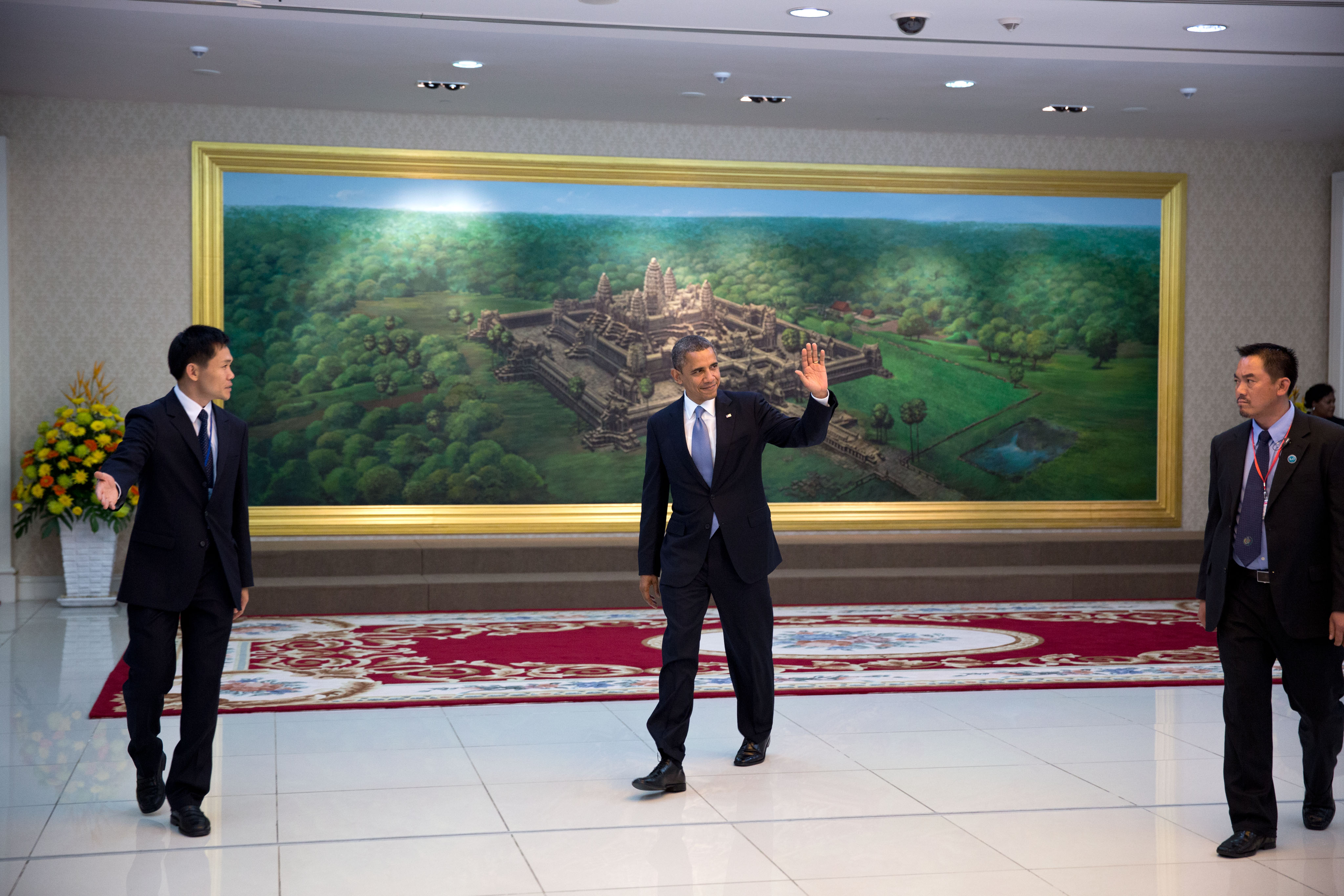
2012年，美國總統巴拉克·歐巴馬抵達金邊和平宮

柬埔寨－美國關係儘管冷戰期間一直處於緊張狀態，但在現代情勢下，這種緊密的合作卻有了顯著的加強。美國不僅支援柬埔寨打擊恐怖主義，還積極參與建立民主制度、促進人權、推動經濟發展，以及消除貪腐的種種努力。
根據2011年蓋洛普民意調查，有68%的柬埔寨人對奧巴馬政府的領導表現表示認可，僅有7%的人表示反對，這一比例在所有接受調查的亞太國家中居高不下。到了2012年的蓋洛普民意調查中，有62%的柬埔寨人對美國的領導地位表示認可，而8%的人則不同意。2012年，美國總統歐巴馬訪問了金邊，這也是美國總統首次訪問柬埔寨，創造了歷史。